# Блажек, Яромир
Я́ромир Бла́жек (чеш. Jaromír Blažek; 29 декабря 1972, Брно, Чехословакия) — чешский футболист, вратарь. Тренер вратарей в клубе «Усти-над-Лабем».

## Карьера

### Клубная
Воспитанник футбольных школ «Метры» (Бланско) и пражской «Славии».
Профессиональную карьеру начал в 1990 году в «Славии», в 1992 году перешёл в «Ческе-Будеёвице», а в 1993 году в «Викторию Жижков», в составе которой впервые стал обладателем Кубка Чехии в 1994 году, после чего, в том же году, перешёл в клуб «Богемианс», а в 1995 году вернулся в родную «Славию», в составе которой впервые выиграл чемпионат Чехии в 1996 году. В том же 1996 году опять вернулся в «Богемианс», за который играл до 1999 года. С 2000 года выступал в составе пражской «Спарты», с которой в итоге 5 раз выиграл чемпионат Чехии и трижды Кубок Чехии. В 2001 году был отдан в аренду клубу «Марила», однако, уже в 2002 году вернулся в «Спарту». После завершения чемпионата 2006/07 перешёл в «Нюрнберг», из которого в 2008 году снова был приглашен в пражскую «Спарту».
С 2012 по 2015 годы выступал за «Высочину» из города Йиглава, за которую провёл 62 матча. По окончании сезона 2014/15 завершил карьеру футболиста.

### В сборной
В 1993 году сыграл 3 матча за молодёжную сборную, в составе главной национальной сборной Чехии дебютировал 29 марта 2000 года в товарищеском матче со сборной Австралии. Принимал участие в финальных турнирах чемпионата Европы 2000 года, чемпионата Европы 2004 года и чемпионата мира 2006 года. Участник чемпионата Европы 2008 года.

### Статистика выступлений за сборную
| Матчи за сборную Чехии | Матчи за сборную Чехии | Матчи за сборную Чехии | Матчи за сборную Чехии | Матчи за сборную Чехии | Матчи за сборную Чехии    | Матчи за сборную Чехии |
| ---------------------- | ---------------------- | ---------------------- | ---------------------- | ---------------------- | ------------------------- | ---------------------- |
| №                      | Дата                   | Оппонент               | Счёт                   | Мячи                   | Соревнование              |                        |
| 1                      | 29 марта 2000          | Австралия              | 3:1                    | -1                     | Товарищеский матч         |                        |
| 2                      | 16 августа 2000        | Словения               | 0:1                    | -1                     | Товарищеский матч         |                        |
| 3                      | 30 апреля 2003         | Турция                 | 4:0                    | -                      | Товарищеский матч         |                        |
| 4                      | 12 ноября 2003         | Канада                 | 5:1                    | -1                     | Товарищеский матч         |                        |
| 5                      | 18 февраля 2004        | Италия                 | 2:2                    | -1                     | Товарищеский матч         |                        |
| 6                      | 28 апреля 2004         | Япония                 | 0:1                    | -                      | Товарищеский матч         |                        |
| 7                      | 2 июня 2004            | Болгария               | 3:1                    | -1                     | Товарищеский матч         |                        |
| 8                      | 23 июня 2004           | Германия               | 2:1                    | -1                     | ЧЕ-2004. Групповая стадия |                        |
| 9                      | 9 февраля 2005         | Словения               | 3:0                    | -                      | Товарищеский матч         |                        |
| 10                     | 7 сентября 2005        | Армения                | 4:1                    | -1                     | Отборочный матч ЧМ-2006   |                        |
| 11                     | 30 мая 2006            | Коста-Рика             | 1:0                    | -                      | Товарищеский матч         |                        |
| 12                     | 16 августа 2006        | Сербия                 | 1:3                    | -3                     | Товарищеский матч         |                        |
| 13                     | 17 ноября 2007         | Словакия               | 3:1                    | -1                     | Отборочный матч ЧЕ-2008   |                        |
| 14                     | 26 марта 2008          | Дания                  | 1:1                    | -1                     | Товарищеский матч         |                        |

## Достижения
«Виктория Жижков»
- Обладатель Кубка Чехии : 1993/94

«Славия» Прага
- Чемпион Чехии : 1995/96

«Спарта» Прага
- Чемпион Чехии (6): 1999/00, 2000/01, 2002/03, 2004/05, 2006/07, 2009/10
- Обладатель Кубка Чехии (3): 2003/04, 2005/06, 2006/07
- Обладатель Суперкубка Чехии : 2011